# Illo Schieder
Illo Schieder, de son vrai nom Ilse-Lotte Dissmann (née le 18 décembre 1922 à Essen, morte en mars 2004) est une chanteuse allemande.

## Biographie
Elle est la fille du propriétaire d'usine Friedrich Dissmann et de son épouse Else. À 19 ans, elle va à Salzbourg étudier au Mozarteum. Elle veut devenir chanteuse d'opéra et réussit l'examen d'entrée. Son objectif de devenir une vedette au Metropolitan Opera de New York ne peut pas se concrétiser pendant la Seconde Guerre mondiale. Déçue, elle rentre à Essen et rencontre son mari, Ernst Schieder, qu'elle épouse en 1946 puis en divorce en 1948. Après un accident de sport en 1950, elle s'installe dans un appartement à Munich. Elle joue dans des bars, où elle élargit son domaine.
En 1954, Herbert Beckh la découvre et lui fait enregistrer deux titres envoyés à Bayerischer Rundfunk. Peu de temps après, elle a un contrat d'enregistrement. Son premier disque Sieben einsame Tage est un succès. Elle apparaît aussi au cinéma.
Schieder participe à la sélection de l'Allemagne au Concours Eurovision de la chanson 1957 avec Was machen die Mädchen in Rio, mais prend la quatrième et dernière place. En 1962, la chanson Ich bin rund und gesund est détournée comme slogan publicitaire pour une usine de corseterie. Elle participe au Deutsche Schlager-Festspiele 1963 avec Siebenundsiebzig Frau’n, mais obtient la dixième place. Fin des années 1960, elle s'ouvre à la chanson rive gauche.
Au début des années 1970, elle déménage à Benidorm, où elle ouvre un café, mais puis retourne en Allemagne un an plus tard pour s'occuper de sa mère, décédée en 1995. Elle s'installe à Velen et y tient pendant quelques années un petit café où elle organise souvent des soirées de chansons ou de cabaret.

## Discographie
Album
- 1968 : Unerhörte Chansons von Fritz Grasshoff (musique : Bert Grund)

## Filmographie
Cinéma
- 1955 : Bal au Savoy
- 1957 : Das Glück liegt auf der Straße
- 1959 : Besuch aus heiterem Himmel (de)

## Source de la traduction
- (de) Cet article est partiellement ou en totalité issu de l’article de Wikipédia en allemand intitulé « Illo Schieder » (voir la liste des auteurs).